# Ionisationsgerät
Ein Ionisationsgerät dient dazu, Ionen zu erzeugen und abzugeben, meist mit dem Ziel, die Raumluft in Innenräumen zu verbessern. Die Geräte enthalten dazu einen Hochspannungstransformator und mindestens einen Ionisator. Das Wirkprinzip beruht darauf, dass sich die Ionen an kleine Aerosol- und Feinstaubteilchen binden, die dann von Möbeln und Wänden angezogen werden. Allerdings können so weder Gase noch größere Staubteilchen, etwa Pollen, wirksam entfernt werden. Zudem könnten ungeeignete Geräte durch Ionisierung von Luftsauerstoff das Reizgas Ozon in schädlichen Konzentrationen bilden. Für handelsübliche Ionisatoren konnten bisher weder positive noch negative gesundheitliche Wirkungen festgestellt werden, da die abgegebenen Ionenmengen sehr klein sind und zudem bereits im Nasenrachenraum hängen bleiben.

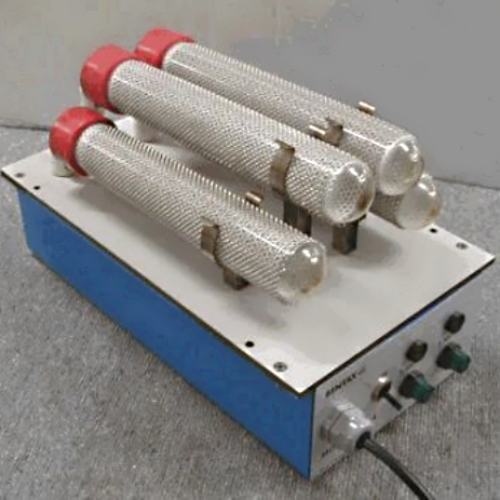
Ionisationsgerät mit vier liegenden Ionisationsröhren zur Luftaufbereitung

## Geschichte

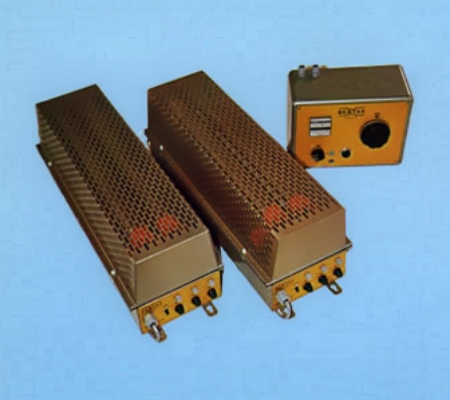
Ältere Ionisationsgeräte mit Ionisationsröhren, Schutzhaube und Stufenschalter ca. 1970

Die erste Anlage zur Ionisation von Raumluft soll der sowjetischen Biophysiker Alexander Leonidowitsch Tschischewski um 1930 erfunden haben. Kommerzielle Ionisationsgeräte zur Ionisation der Raumluft mittels Ionisationsröhren wurden erstmals ca. 1960 hergestellt und vertrieben.

## Technik
Ionisationsgeräte bestehen zumeist aus einem metallischen Gehäuse, einem integrierten Hochspannungstrafo, der unterschiedliche Eingangsspannungen von 12 V bis 240 V bei Gleichspannung- oder Wechselspannung ermöglicht, und Ionisationsröhren in unterschiedlichen Formen, Größen, Stückzahlen und Anordnungen. Je nach Bauform und Einsatzgebiet werden Betriebs- und Störmelder, Ventilatoren, und Luftfilterintegriert. Ionisationsgeräte mit Betriebsspannungen von 1,5 kV bis 2,85 kV an den Ionisationsröhren ionisieren die Luft ohne schädliche Ozonbildung bei einem MAK-Wert von unter 0,01 ppm. Bei Überschreitung der Betriebsspannung von 3 kV entstehen höhere Ozonkonzentrationen, die gesundheitlich schädigende Auswirkungen haben können.

## Bauformen

### Steckgerät
Kleine Steckgeräte wurden zum Beispiel für den Zigarettenanzünder im Auto konzipiert. Diese kleinen Geräte sind auf eine Fremdbelüftung angewiesen.

### Wandgerät

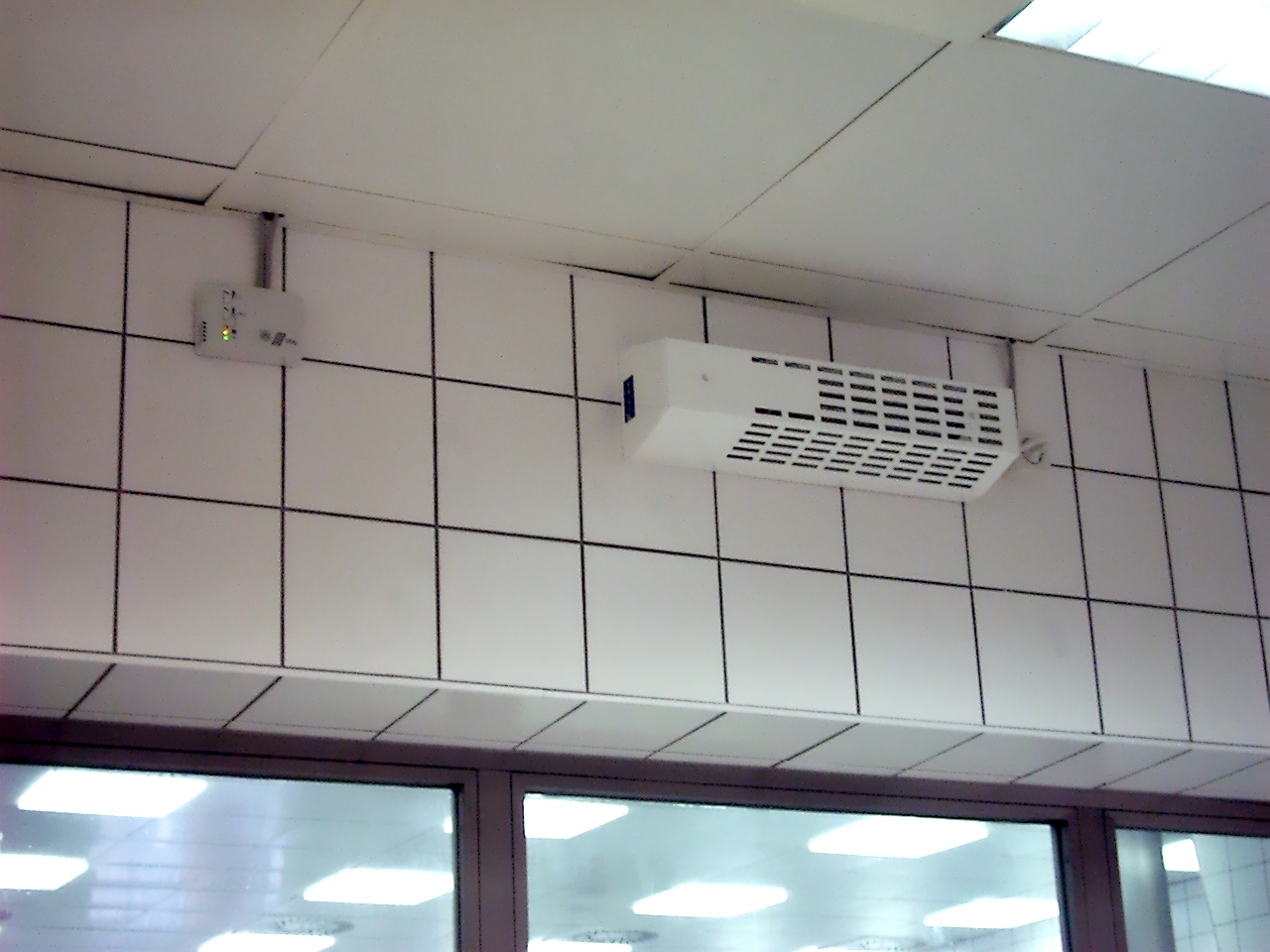
Ionisationsgerät mit Ionisationsröhre als Wandgerät mit Luftqualitätsfühler im Küchenbereich

Einige Hersteller bieten Wandgeräte mit integriertem Ventilator und Stufenschalter an. Ein Luftqualitätsfühler kann ebenso die Ionisationsleistung regeln. Kompakte Wandgeräte ohne Ventilator nutzen die freie Konvektion im betreffenden Raum.

### Standgerät

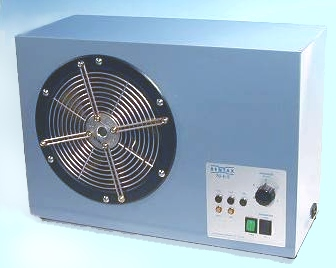
Umluft Ionisationsgerät mit 5 Ionisationsröhren als Standgerät ca. 2002

Standgeräte dienen zumeist zur vorübergehenden Aufstellung und können wie die Wandgeräte ebenfalls einen Ventilator und Stufenschalter enthalten. Für den Umluftbetrieb können zusätzliche Vorfilter vorhanden sein. Einsatzgebiete sind Wohn- und Schlafzimmer, Bürobereiche, Hotelzimmer. Manche Geräte kommen in Kombination mit entkeimenden UV-C-Lampen, elektrostatischen Staubkollektoren, oder Aktivkohlefiltern. Einsatzgebiete sind nach Herstellerangabe Wohnbereiche, Brandschadensanierung, Kellerentkeimung und Sanierung von Tatorten. Beim Umluftbetrieb wird die Raumluft angesaugt und die Luft durch einen Vorfilter geleitet, der die Feststoffe abtrennt. Danach wird die Luft über die Ionisationsröhren geleitet und ionisiert in den Raum eingeblasen.

### Ionisationsgeräte in zentralen Lüftungssystemen

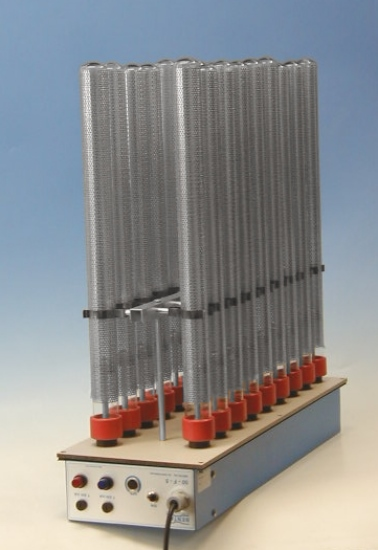
Ionisationsgerät mit 15 stehend installierten Ionisationsröhren zur Aufbereitung der Luft, Einbau in Lüftungskanal ca. 1999

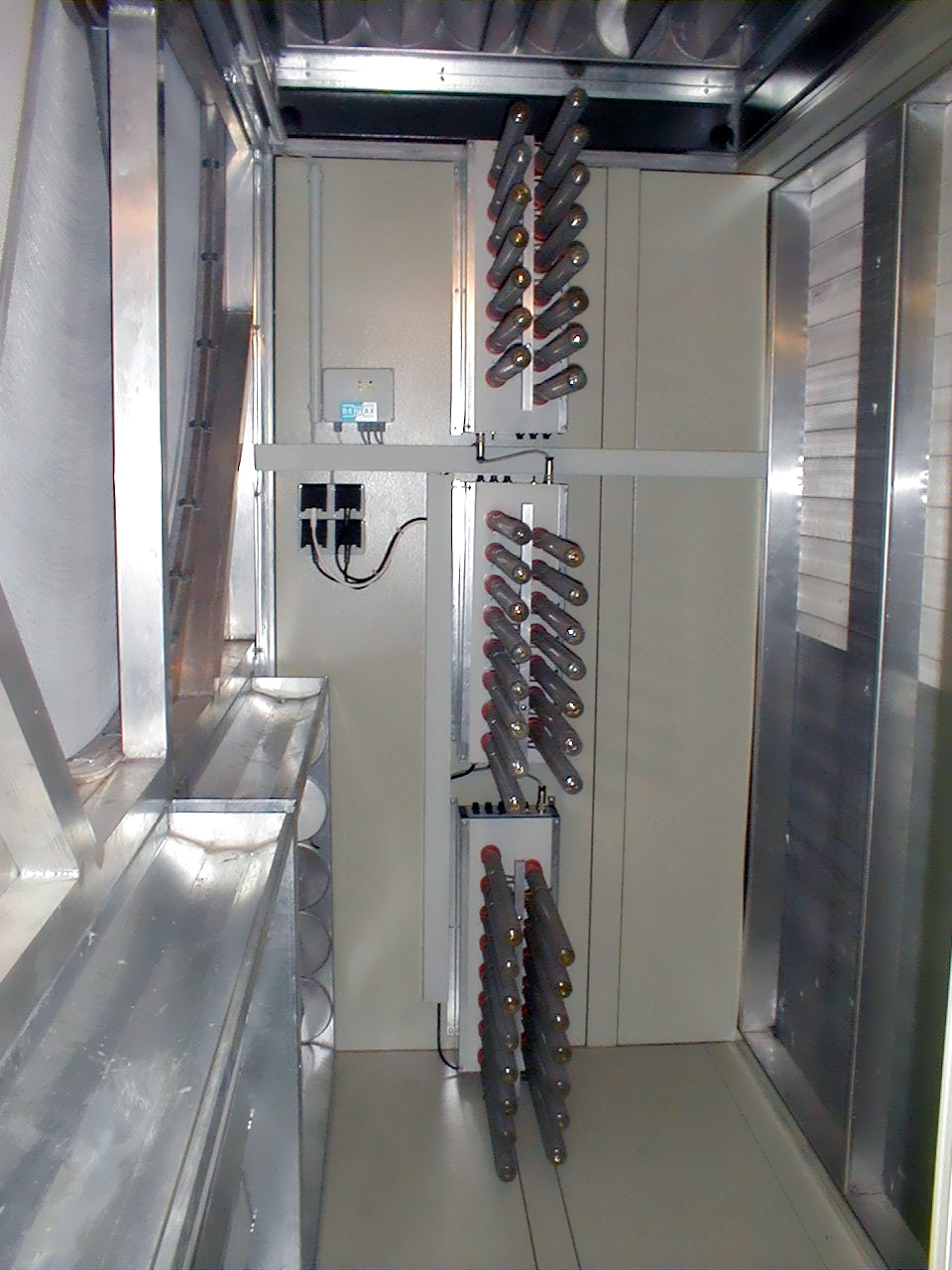
Umluftkammer eines großen Lüftungsgerätes mit 3 Ionisationsgeräten

Ionisationsgeräte für die dauerhafte Ionisation der von RLT-Anlagen bewegten Luft sollen laut Hersteller eine „natürliche Potentialerhöhung“ und „Renaturalisierung“ bewirken, zur Entkeimung, Geruchsneutralisation oder Schadstoffabbau beitragen und dem Sick-Building-Syndrom entgegenwirken. Zuluftsysteme mit kompakten Ionisationsgeräten für unterirdische Tunnel-, Rohr- und geschlossene Kanalsysteme sollen der Geruchsneutralisation und dem Schadstoffabbau dienen. Unterirdische Tankanlagen wie z. B. Fettabscheider, Zisternen oder große Rückhaltebecken/Staukammern sind weitere Anwendungsbereiche.
Ionisationsgeräte in Abluftsystemen sollen Abluftentkeimung, Geruchsneutralisierung und Schadstoffabbau vor dem Austritt ins Freie bewirken. Ionisationsgeräte zur Abluftbehandlung werden mit Hochleistungstransformatoren und Betriebsspannungen von 3 bis 7 kV Gleich- oder Wechselspannung betrieben. Das dabei gezielt erzeugte Ozon zerfällt wieder. Eine Gefährdung besteht lediglich für das Wartungspersonal dieser Geräte.

### Kombinationsgeräte
Elektrostatische Luftreiniger reinigen die mit Schadstoffen belastete Außenluft, Abluft, Umluft oder Zuluft in lufttechnischen Anlagen durch Ionisation bei 6 kV/12 kV mittels Sägezahn-Ionisatoren und der Abscheidung der aufgeladenen Schadstoffe (Partikelaufladung) an Abscheideplatten, sogenannten Kollektoren. Die Kombination von Ultraviolettstrahlung mit Ionisationstechnik wird in der Lüftungstechnik seit Ende der 1990er Jahre zur Abluft- und Raumluftaufbereitung verwendet. Herstellerangaben zufolge soll der aktivierte Sauerstoff in Kombination mit der Photooxidation Viren, Schimmelsporen oder Bakterien inaktivieren, Ozon erzeugen, und luftgetragene organische Stoffe zersetzen.
In lufttechnischen Anlagen lassen sich die Ionisatoren mit einem nachgeschalteten Biofilter kombinieren. Die Ionisationsröhren werden hierbei mit 2,85 bis 4 kV beaufschlagt. Je nach Einbausituation werden hierzu Ionisationsgeräte in das Zuluft- oder autarke Umluftsystem zur Lastabsenkung im Raum oder Arbeitsbereich installiert. Weiterhin werden Ionisationsgeräte mit Spannungen bis 4 kV zur Schadstoffminimierung im Abluftstrom, vor Eintritt in den Biofilter, integriert. Das erzeugte Ozon reagiert sofort mit dem Schadstoff in der belasteten Abluft. Je nach Einbausituation und Sicherheitsbestimmungen werden die Ionisationsgeräte direkt oder im Bypass zum Abluftstrom integriert. Der nachgeschaltete Biofilter arbeitet kontinuierlich die geminderten bzw. selektierten Schadstoff-Konzentration ab. Auftretende Schadstoffe, die nicht durch Oxidation reduziert werden können, führen somit selektiv zur Organismenbildung im Biofilter und technischen Ausrichtung. Eine 100%ige regenerative Aufbereitung der Biomasse im Biofilter ist hierbei nicht möglich.
Aktivkohle kann zur Schadstoffminimierung von Abluftströmen aus technischen Anlagen dienen. Die Spannung der Ionisationsröhre wird hierbei mit < 3 kV beaufschlagt und das dabei erzeugte Ozon reagiert direkt mit der Schadstoff belasteten Abluft. Je nach Einbausituation und Sicherheitsbestimmung werden die Ionisationsgeräte direkt in den Abluftstrom oder im Bypass zum Abluftstrom, integriert. Der nachgeschaltete Aktivkohlefilter speichert kontinuierlich die Schadstoffe und kann auch sehr hohe Konzentration aufnehmen, die wiederum im Schwachlastbetrieb durch den ungenutzten Ozonüberschuss direkt in der Aktivkohle abgebaut werden. Eine 100%ige Aufbereitung der Aktivkohle ist hierbei jedoch nicht möglich.
Anlagen mit einem nachgeschalteten Luftwäscher dienen zur Temperatur- und Schadstoffminimierung von Abluftströmen aus technischen Anlagen. Die Ionisationsröhre wird hierbei mit Hochspannung von 3 bis 7 kV beaufschlagt und das dabei erzeugte Ozon reagiert direkt mit dem Schadstoff in der belasteten Luft vor Eintritt in den Luftwäscher. Je nach Einbausituation und Sicherheitsbestimmungen werden die Ionisationsgeräte direkt oder im Bypass zum Abluftstrom integriert. Luftwäscher bringen feste und flüssige Schadstoffe in Wasserphase und erhöhen die Konzentration des Wäscherwassers bis hin zum Sondermüll. Auch Luftbefeuchter mit kaltem Wassernebel, sogenannte Sprühluftbefeuchter, und Dampfluftbefeuchter lassen sich in lufttechnischen Anlagen kombinieren. Die Ionisationsröhren werden hierbei mit Hochspannung von 1,5 bis 4 kV beaufschlagt und vermeiden die Biofilmbildung im Kanalsystem, das aufgrund der hohen Luftfeuchtigkeit im Zuluftstrom und dem Kondenswasser auftritt.
Nachgeschaltete Katalysatoren und Reaktionskammern sollen Schadstoffe minimieren. Die Isolatorröhre wird hierbei mit Betriebsspannungen von mehr als 7 kV beaufschlagt und das dabei erzeugte Ozon reagiert direkt im nachgeschalteten Katalysator, mit der Schadstofffracht im Luftstrom und mit dem Katalysator selbst. Der Katalysator wird bei dieser Reaktion verbraucht. Neben dieser katalytischen Reaktion durch eine Ozon bildende Isolatorröhre gibt es auch Ozongeneratoren, die bei mehr als 10 kV gleiche oder auch bessere Abbauraten erzielen.

## Andere Anwendungen
Ionisationsgeräte mit und ohne Ozonbildung werden auch zur Entkeimung von biologischem Schüttgut, von Mineralien oder für technischen Gasen verwendet. Die jeweilige Betriebsspannung richtet sich nach dem zulässigen MAK-Wert für die ständigen Arbeitsbereiche des Personals, bzw. max. mögliche und nötige O3 Konzentrationen in eingehausten, geschlossenen Bereichen ohne regelmäßigen, ungehinderten Zutritt von Personal. Sicherheitseinrichtungen, Hinweisschilder bzw. unterwiesenes Personal sind zwingend erforderlich.
Kleinste Ionisationsgeräte, sogenannte Ionisationsmodule, mit Eingangsspannungen von weniger als 12 V Gleich- oder Wechselspannung, finden Anwendung in offenen Kühltheken oder Kühlregalen, oberhalb des Verdampfers und geschützt hinter der Verkleidung. Weitere Einsatzgebiete dieser Minimodule sind Waschmaschinen, Wäschetrockner mit Umluftfunktion, Klimaanlagen in Autos.

## Konformität und Normen
- EG-Richtlinie 2011/65/EU (RoHS 2) Richtlinie zur Beschränkung der Verwendung bestimmter gefährlicher Stoffe in Elektro- und Elektronikgeräten
- EN 55 014 [2000]
- EN 55 104-2 [1987]
- EN 60 335-1 [2000]
- EN 60 335-2-40 + 65 [1995]
- EN 60 555 [1987]
- EN 61 000-3-2/-3 [2000 + 1995] + A1:2001
- EMC 99.2.10088.01. + .02 + .03 + .04 + .10 + .11